# Пясечинський повіт
Пясечинський повіт (пол. powiat piaseczyński) — один з 37 земських повітів Мазовецького воєводства Польщі.
Утворений 1 січня 1999 року в результаті адміністративної реформи.

## Загальні дані
Повіт знаходиться у південно-центральній частині воєводства.
Адміністративний центр — місто Пясечно.
Станом на 1.01.2008 населення становить 150 800 осіб, площа 621 км².

## Демографія
Демографічні дані повіту станом на 30.06.2005:
|       | Всього  | Всього | Жінки  | Жінки | Чоловіки | Чоловіки |
| ----- | ------- | ------ | ------ | ----- | -------- | -------- |
|       | осіб    | %      | осіб   | %     | осіб     | %        |
| Повіт | 141 919 | 100    | 73 597 | 51,9  | 68 322   | 48,1     |
| Міста | 67 905  | 100    | 35 783 | 52,7  | 32 122   | 47,3     |
| Села  | 74 014  | 100    | 37 814 | 51,1  | 36 200   | 48,9     |